# Гай Валерій Потіт Волуз
Гай Вале́рій Поті́т Волу́з (лат. Gaius Valerius Potitus Volusus; V століття до н. е.) — політичний, державний і військовий діяч Римської республіки, консул 410 року до н. е., триразовий військовий трибун з консульською владою (консулярний трибун) 415, 407 і 404 років до н. е.

## Біографічні відомості
Походив з патриціанського роду Валеріїв. Про молоді роки відомостей не збереглося. Його батьком був Луцій Валерій Потіт.  

### Перша трибунська каденція
415 року до н. е. його було вперше обрано військовим трибуном з консульською владою разом з Публієм Корнелієм Коссом, Нумерієм Фабієм Вібуланом і Квінтом Квінкцієм Цинціннатом. Того року проводили незначні військові дії проти міста Боли.

### Консульський термін
410 року до н. е. його було обрано консулом разом з Манієм Емілієм Мамерціном. Цієї консульської каденції Гай Валерій незважаючи на протидію народного трибуна Марка Мененія провів вдалі бойові дії проти вольськів і еквів, захопив латинське місто Карвенто.

### Друга трибунська каденція
407 року до н. е. його було вдруге обрано військовим трибуном з консульською владою, цього разу знову разом з Нумерієм Фабієм Вібуланом, а також з Луцієм Фурієм Медулліном і Гаєм Сервілієм Структом Агалою. Римські війська, керовані цими трибунами, не надали своєчасну допомогу місту Верругіна, через що вольски змогли оволодіти містом і вбити його захисників.

### Третя трибунська каденція
404 року до н. е. його було втретє обрано військовим трибуном з консульською владою, цього разу разом з Гнеєм Корнелієм Коссом, Манієм Сергієм Фіденатом, Цезоном Фабієм Амбустом, Публієм Корнелієм Малугіненом і Спурієм Навцієм Рутілом. Цього року римське військо розбило вольсків, взяло місто Артена завдяки зраді одного раба, який виказав римлянам таємний хід всередину фортеці міста. Були продовжені військові дії проти Вейї. 
Після цього року про подальшу долю Гая Валерія згадок немає.